# Joseph K. Mansfield
Pour les articles homonymes, voir Mansfield.
Joseph King Fenno Mansfield (né le 22 décembre 1803 à North Haven, État du Connecticut, et décédé le 18 septembre 1862 à Sharpsburg, État du Maryland) est un Major général de l'Union. Il est enterré à Middletown, État du Connecticut.

## Avant la guerre
Joseph King Fenno Mansfield est diplômé de l'académie militaire de West Point en 1822. Il est breveté et nommé second lieutenant dans le corps des ingénieurs le 1er juillet 1822,.
Pendant 22 ans, Joseph King Fenno Mansfield participe à la construction de défenses côtières le long de la côte sud des États-Unis. Il dirige notamment la construction des forts Hamilton, Monroe et Pulaski. Au début de l'année 1831, il est affecté sur l'île de Cockspur. Pendant les premières semaines de son affectation, il côtoie le second lieutenant Robert E. Lee qui a cartographié l'île et défini la localisation du fort à ériger. Le fort doit protéger Savannah en Géorgie. Ses études du terrain montrent que le sol ne permet pas de soutenir la construction prévue. ll révise alors les plans pour alléger la structure. Il se marie avec Louisa Mather avec qui il aura cinq enfants.
Il est promu premier lieutenant le 3 mars 1832. Il est promu capitaine le 7 juillet 1838.

### Guerre américano-mexicaine
Il participe à la guerre américano-mexicaine en tant que chef ingénieur de l'armée du général Zachary Taylor. Au printemps 1846, il dirige la construction du fort Texas sur la rive nord du Rio Grande. Il participe aux combats lors de la défense du fort. Il est breveté commandant le 9 mai 1846 pour bravoure et service distingué lors de la défense de fort Brown au Texas. Il est responsable des opérations de reconnaissance préparatoires à la bataille de Monterrey. Il dirige une colonne lors de la bataille qui s'ensuit et est blessé. Il est breveté lieutenant-colonel le 23 septembre 1846 pour bravoure et conduite méritoire lors de plusieurs engagements à Monterrey au Mexique. De nouveau, il réalise la reconnaissance préalable à la bataille de Buena Vista et y commande des troupes. Il est breveté colonel le 23 février 1847 pour bravoure et conduite méritoire à la bataille de Buena Vista.
À la demande personnelle du secrétaire à la guerre Jefferson Davis, avec qui il a servi lors de la guerre américano-mexicaine, il est nommé colonel en tant qu'inspecteur général de l'armée, le 28 mai 1853,.

## Guerre de Sécession
Joseph King Fenno Mansfield est nommé brigadier-général de l'armée régulière le 14 mai 1861 alors qu'il avait été breveté brigadier-général huit jours plus tôt. Il est le principal responsable de l'édification de la chaîne de forts qui ceinture Washington DC. Dans une lettre envoyée à son épouse, il écrit : « je considère l'esclavage comme une malédiction sur terre. Aucun homme sur terre n'a le droit de réclamer du travail à un autre sans dédommagement ». En mars 1862, il sert brièvement à fort Monroe sous les ordres du major-général John Ellis Wool. Dans une lettre du 12 mars 1862 adressée au gouvernement, Joseph King Fenno Mansflied argumente pour que les esclaves en fuite qui convergent vers le fort Monroe soient considérés comme des hommes libres et « assimilés à des manœuvres, pour qu'ils puissent être rémunérés et aller où bon leur semble ». De mars à juin 1862, il commande une brigade au sein du département de Virginie. Pendant cette période, il dirige les tirs des batteries côtières d'Hampton Roads contre le navire confédéré CSS Virginia lors de son combat naval avec l'USS Monitor en juillet 1862.
Il commande une division dans le VIIe corps de l'armée du Potomac lors des opérations à Suffolk en Virginie. Dans une lettre à sa femme, son jugement sur le général George B. McClellan est tranché : « Little Mac, petit dans tous les sens du mot. Il est terriblement prétentieux et éclatera probablement sous l'effet de sa propre estime de soi ».
Il est affecté au commandement du XIIe corps de l'armée du Potomac qu'il commande lors de la bataille d'Antietam. Lors de cette bataille, il dirige son corps dans le combat intense autour de la zone de forêt à l'est. Pendant les deux premières heures des combats, il tente de rejoindre, avec son corps, les combats qui ont lieu dans les champs de maïs. Lorsqu'il atteint l'orée de la forêt, un groupe de Confédérés embusqués ouvre le feu. Alors que ses hommes marquent un temps d'arrêt, il les exhorte à pousser en avant. Se trompant sur l'appartenance du groupe de tireurs, il ordonne à ses hommes de retenir leur feu. Une nouvelle salve, tirée par les confédérés, le blesse mortellement à l'estomac. Conscient jusqu'à sa mort, il se tient informé du déroulement de la bataille. Il meurt le lendemain à l’hôpital militaire vers lequel il avait été évacué. Il est nommé major général des volontaires à titre posthume en date du 18 juillet 1862.
Après avoir été inhumé au cimetière Mortimer de Middletown, son corps est transféré au cimetière d'Indian Hill le 30 mai 1867.